# Portes ouvertes Ottawa
Portes ouvertes Ottawa est un événement des journées portes ouvertes à Ottawa en juin qui donne au public accès à de nombreux bâtiments uniques et historiquement significatifs de la ville. Parmi les bâtiments inclus figurent des bureaux gouvernementaux, des musées, des stations de radio, des lieux de culte, des ambassades et des monuments historiques. C'est le deuxième plus ancien événement événement de ce type en Amérique du Nord, après Portes ouvertes Toronto,,.